# Надюков, Бислан Мосович
Бислан Мосович Надюков (род. 19 ноября 1991, Пшизов, Краснодарский край) — российский самбист, чемпион и призёр чемпионатов России, мастер спорта России. Участник чемпионата Европы по самбо 2016 года, студент Адыгейского государственного университета, чемпион мира среди студентов, серебряный призёр чемпионата мира.

## Спортивные результаты
- Мемориал Татладзе 2013 года — ;
- Чемпионат Вооружённых сил России по самбо 2014 года — ;
- Кубок России по самбо 2015 года — [2];
- Чемпионат России по самбо среди студентов 2016 года — [3];
- Чемпионат России по самбо 2016 года — ;
- Чемпионат России по самбо 2018 года — ;
- Чемпионат России по самбо 2019 года — ;
- Чемпионат России по самбо 2020 года — ;
- Чемпионат России по самбо 2022 года — ;
- Самбо на Всероссийской спартакиаде 2022 — ;